# Hípica als Jocs Olímpics d'estiu de 1900 - Salts d'obstacles
Els salts d'obstacles va ser una de les proves d'hípica dels Jocs Olímpics d'Estiu de 1900. En un recorregut de 850 metres els genets havien de salavar 22 salts, incloent-hi un salt doble, un de triple i un salt d'aigua de 4 metres. 45 genets es van apuntar a aquesta prova, tot i que a l'hora de la veritat sols 37 hi van participar. Es coneix una mica d'informació de 10 participants, però de la resta sols es pot deduir la nacionalitat: com a molt un era rus, tres italians, entre 3 i 9 eren belgues i entre 14 i 20 francesos.

## Medallistes
| Or                        | Plata                                 | Bronze                            |
| Aimé Haegeman · Benton II | Georges van der Poële · Winsor Squire | Louis de Champsavin · Terpsichore |

## Resultats
| Posició | Genet                 | Cavall        | Temps      |
| ------- | --------------------- | ------------- | ---------- |
| Or      | Aimé Haegeman         | Benton II     | 2' 16,0"   |
| Plata   | Georges van der Poële | Winsor Squire | 2' 17,6"   |
| Bronze  | Louis de Champsavin   | Terpsichore   | 2' 26,0"   |
| 4-37    | Count d'Havrincourt   | Mavourneen    | desconegut |
| 4-37    | Maurice Jéhin         | Bistouri      | desconegut |
| 4-37    | Henri Leclerc         | Extra-Dry     | desconegut |
| 4-37    | Henri Leclerc         | Gilles        | desconegut |
| 4-37    | Hermann John Mandl    | desconegut    | desconegut |
| 4-37    | Napoléon Murat        | Arcadius      | desconegut |
| 4-37    | desconegut            | Tip-Top       | desconegut |
| 4-37    | 27 participants més   |               |            |